# Cuesta Chica Piletas
Cuesta Chica Piletas är en ort i Mexiko.   Den ligger i kommunen Palmar de Bravo och delstaten Puebla, i den sydöstra delen av landet, 190 km öster om huvudstaden Mexico City. Cuesta Chica Piletas ligger 2 388 meter över havet och antalet invånare är 477.
Terrängen runt Cuesta Chica Piletas är kuperad åt sydost, men åt nordväst är den platt. Runt Cuesta Chica Piletas är det ganska tätbefolkat, med 96 invånare per kvadratkilometer. Närmaste större samhälle är San José Esperanza, 5,6 km norr om Cuesta Chica Piletas. Omgivningarna runt Cuesta Chica Piletas är en mosaik av jordbruksmark och naturlig växtlighet.